# Десанка Тракиловић
Десанка Тракиловић (Тузла, 8. фебруар 1959) диригент je хора „Србадија“ из Бијељине и бивши ректор Слобомир П Универзитета у Бијељини.

## Живот
Рођена је у Тузли, где је завршила основну и средњу школу. Школовање је наставила на Музичкој академији у Београду, али је исто време радила у гимназији у Тузли.
Током распада Југославије и почетка рата у БиХ, напустила је Тузлу и са породицом је неко време живела у Београду. Након неког времена, Десанка је дошла у Бијељину и почела да ради као директор Ниже музичке школе. 1993. је основан Учитељски факултет, а Десанка је постала професор методике и доцент. Пошто је желела да постане диригент, уписала се на постдипломске студије. Положила је пријемни испит код професорке Даринке Матић Маровић и завршила студије у року.
1993. је основала дечји хор Србадија са којим је 1994. победила на такмичењу у Шапцу. Први наступ хор је имао у Сава центру за 150 година од оснивања Саборне цркве у Београду.
Након овога добила је награду на Нишком хорским свечаностима за најбољег дебитанта, сребрну медаљу на првој олипијади хорова у Линцу, две сребрне и једну бронзану медаљу у Италији, две златне медаље у Будимпшети и у Вернигероди две сребрне и једну златну медаљу.
Десанка Тракиловић је удата и има двоје деце.